# Woody Woodpecker in Crazy Castle 5
Woody Woodpecker in Crazy Castle 5 est un jeu vidéo d'action-plates-formes mettant en scène Woody Woodpecker, un personnage de dessin animé américain. Le jeu fut édité par Kemco sur Game Boy Advance en 2002.

## Accueil
- Jeux vidéo Magazine : 6/20[2]